# بابور عجم
بابور عجم هي قرية في مقاطعة شوط، إيران. يقدر عدد سكانها بـ 729 نسمة بحسب إحصاء 2016.